# Шааби, Милуд
Милоуд Шааби (араб. ميلود الشعبي‎; 15 сентября 1930 — 16 апреля 2016) — марокканский бизнесмен и политик, состояние которого в 2015 году оценивалось в 800 миллионов долларов. Он был основателем «Ynna Holding» и владельцем сети отелей «Ryad Mogador» и группы супермаркетов «Aswak Assalam» в Марокко. Он был известен своей решительной позицией против алкоголя, который запрещен как в его сети отелей, так и в супермаркетах.

## Биография
Милоуд Шааби родился в Аквермуде, небольшой берберской деревне недалеко от Эс-Сувейры, в бедной семье. В детстве он учился в мечети, и поочередно начав работать пастухом и фермером. За короткое время в школе он изучил Коран и основы чтения и письма. В 15 лет он скопил достаточно денег и переехал из Марракеша в Кенитру, где в 1948 году основал свою первую строительную компанию.
В то время, когда торговый бизнес в Кенитре находился в руках французов, некоторых еврейских бизнесменов и некоторых из известных марокканских семей, Шааби рискнул заявить и о себе. Интерес Милоуда переместился в керамическую промышленность, что заставило его основать свою собственную керамическую компанию в 1964 году. Вскоре Шааби приобрел достаточный опыт в этом бизнесе и начал искать возможности для покупки крупных компаний. Он предложил стать инвестором французской компании, но компания отказалась от его предложения, что заставило его продолжать оказывать на неё давление, продавая продукты по конкурентоспособным ценам, пока она, наконец, не рухнула и не оказалась на грани банкротства. В 1985 году компания продала всю свою собственность самому Шааби. Этот успех стал поворотным моментом в профессиональной карьере Шааби, и в результате он основал «Ynna Group», которая стала одной из самых мощных холдинговых компаний в Марокко.
В 1992 году он основал компанию «JBC» по производству картона, а в ноябре 1993 года заключил сделку по покупке нефтехимической компании «Société Nationale d 'Electrolyse et de Petrochimie» («SNEP»). В 1994 году он запустил компанию «ELECTRA» для производства электрических компонентов, кабелей и телевизионных батарей. В 1998 году он основал торговую сеть «Aswak Assalam», а в 1999 году — сеть отелей «Ryad Mogador».

## Политическая карьера
Милоуд Шааби являлся влиятельным депутатом от «Партии прогресса и социализма». До ухода в отставку в 2014 году, Шааби выигрывал все парламентские выборы в Марокко с 1984 года, хотя он несколько раз менял свою политическую партию. Партии, членом которых он был, включали «Партию прогресса и социализма» и «Партию окружающей среды и развития». В июле 2008 года он подверг резкой критике бывшего премьер-министра Дрисса Жетту за продажу государственной собственности по низким ценам без соблюдения надлежащих юридических процедур.

## Благотворительная деятельность
В 2011 году журнал «Forbes» оценил его состояние примерно в 3 миллиарда долларов, что сделало его шестым самым богатым человеком в Африке в то время и самым богатым человеком в Марокко.
Шааби также был известен своей благотворительной деятельностью: он пожертвовал 10 % своего состояния на строительство первого американского университета в Марокко совместно с Мэрилендским университетом в Колледж-Парке. Он был оператором одной из крупнейших благотворительных организаций в Марокко — «Miloud Chaâbi Foundation».
По признанию его конкурентов, даже в преклонном возрасте Милоуд обладал острым умом, мало что забывал и был классическим примером хитрого бизнесмена.

## Семья
Его дочь Асма Шааби является мэром города Эс-Сувейра с 2003 года и является первой женщиной, занявшая такой пост в Марокко. Его сын Мохсин является нынешним членом Палаты представителей, в то время как его покойный сын Мохаммед и другой его сын Фаузи занимали те же должности в прошлом. Милоуд Шааби также был парламентским представителем Эс-Сувейры после победы на выборах в 2011 году, пока не ушел в отставку 8 декабря 2014 года из-за ухудшения состояния здоровья. Его место в парламенте заняла его дочь Асма, которая была второй в избирательном списке.